# Stadtmühle (Seinsheim)
Stadtmühle ist ein Gemeindeteil des Marktes Seinsheim im Landkreis Kitzingen (Unterfranken, Bayern). Stadtmühle liegt in der Gemarkung Seinsheim.

## Geografische Lage
Die Einöde liegt am Mühlgraben, einem rechten Zufluss der Iff, und ist von Acker- und Grünland umgeben. Ein Anliegerweg führt 100 Meter südlich zur Staatsstraße 2418 bei Seinsheim.

## Geschichte
Mit dem Gemeindeedikt (frühes 19. Jahrhundert) wurde Stadtmühle dem Steuerdistrikt Seinsheim und der Ruralgemeinde Seinsheim zugewiesen.

### Einwohnerentwicklung
| Jahr      | 001818 | 001836 | 001840 | 001861 | 001871 | 001885 | 001900 | 001925 | 001950 | 001961 | 001970 | 001987 |
| Einwohner | 6      | 6      | 6      | *      | 7      | 3      | 5      | 6      | 4      | 5      | 2      | 2      |
| Häuser    | 2      | 1      | 1      |        |        | 2      | 1      | 1      | 1      | 1      |        | 1      |
| Quelle    | [ 1 ]  | [ 8 ]  | [ 9 ]  | [ 10 ] | [ 11 ] | [ 12 ] | [ 13 ] | [ 14 ] | [ 15 ] | [ 16 ] | [ 17 ] | [ 18 ] |

## Religion
Stadtmühle ist römisch-katholisch geprägt und bis heute nach St. Peter und Paul (Seinsheim) gepfarrt.